# La cortigiana (film)
La cortigiana (Die Wanderhure) è un film per la televisione del 2010 diretto da Hansjörg Thurn e basato sul romanzo Die Wanderhure scritto da Iny Lorentz. Il film ha avuto due seguiti: La cortigiana - Parte II e La cortigiana - Parte III, entrambi distribuiti nel 2012.
La pellicola è ambientata nella città di Costanza in Germania, durante il biennio 1414-1415.

## Trama
Costanza, 1414. Fervono i preparativi per il Concilio e la giovane Marie, ragazza bella e piena di sogni, innamorata di Michel, dal padre viene promessa in sposa al figlio di un conte locale. Ben presto però ciò si rivela un complotto, poiché lo scopo del conte è quello di impossessarsi dei beni della ragazza, facendola accusare di adulterio e condannandola a torture e violenze. Tempo dopo, esiliata dalla città, viene accolta da un gruppo di prostitute e sarà lei stessa a vendere il suo corpo per sopravvivere. Al contempo farà di tutto per vendicarsi di chi le ha fatto del male.

## Distribuzione
Il film è stato distribuito nei seguenti paesi:
| Paese              | Data              | Titolo            |
| ------------------ | ----------------- | ----------------- |
| Germania e Austria | 5 ottobre 2010    | Die Wanderhure    |
| Inghilterra        | 5 ottobre 2010    | The Whore         |
| Francia            | 26 maggio 2011    | La Catin          |
| Italia             | 24 luglio 2011    | La cortigiana     |
| Spagna             | 18 settembre 2011 | La ramera errante |
| Ungheria           | 17 novembre 2012  | Marie, a kurtizán |

È uscito per la prima volta il 5 ottobre 2010, in Germania e Austria, tramite il canale televisivo tedesco Sat.1, con il titolo Die Wanderhure, ottenendo un enorme successo con all'attivo ben più di 9 milioni di telespettatori ed uno share oltre il 31%. In Italia, seppur distribuito il 24 luglio 2011, per problemi di spazio è andato in onda ben due anni dopo, il 24 settembre 2013 su Canale 5.